# Years of Refusal
Years of Refusal er det niende soloalbum fra den engelsk rockmusiker Morrissey. Albummet blev udgivet i februar 2009 og indeholder blandt andet singlen "I'm Throughing My Arms Around Paris".

## Spor
1. "Something Is Squeezing My Skull" - 2:38
2. "Mama Lay Softly On The Riverbed" - 3:53
3. "Black Cloud" - 2:48
4. "I'm Throwing My Arms Around Paris" - 2:31
5. "All You Need Is Me" - 3:13
6. "When Last I Spoke To Carol" - 3:24
7. "That's How People Grow Up" - 2:59
8. "One Day Goodbye Will Be Farewell" - 2:57
9. "It's Not Your Birthday Anymore" - 5:10
10. "You Were Good In Your Time" - 5:01
11. "Sorry Doesn't Help" - 4:03
12. "I'm Ok By Myself" - 4:48